# Regentville, New South Wales
Regentville este o suburbie în Sydney, Australia.